# Радченко, Виктор Владимирович
Виктор Владимирович Радченко (24 декабря 1907, Севастополь, Таврическая губерния, Российская империя — 31 января 1961, Севастополь) — украинский советский кинооператор научно-популярных фильмов.

## Биография
Сын флотского штурмана.
В 1930 году окончил Киевский художественный институт, в 1932 году — операторский факультет Киевского института кинематографии.
Творческую деятельность начал в 1931 году. С 1940 года — оператор Киевской студии научно-популярных фильмов.
Был членом Союза кинематографистов Украины.
Оператор-постановщик. Снял ряд научно-популярных фильмов:
- На дитячому майданчику" (1945),
- «Глаукома. Оптична пересадка рогівки», «Вони бачать знову» (1947. Диплом "За лучший научно-популярный фильм Международного кинофестиваля в Карловы Вары, 1948),
- «Тканева терапія» (1948),
- «Досягнення науки впроваджувати в колгоспне виробництво» (1949),
- «Комбайн „Донбас“» (1953),
- «Шевченко — художник» (1954),
- «Слідами невидимих ворогів» (1955, Почётная грамота Международного кинофестиваля научно-популярных фильмов в Монтевидео, 1956),
- «Іван Франко» (1956),
- «Дніпро» (1957),
- «Правила запобіжності зіткнення суден у морі» (1959),
- «В Інституті електрозварювання ім. Патона» (1960),
- «Моє відречення» (1961).

Фильмы, снятые В. Радченко были награждены на Международных кинофестивалях в Карловы Вары, 1948; Монтевидео, 1957).